# Французский связной 2
«Французский связной 2» — фильм режиссёра Джона Франкенхаймера в жанре криминального боевика. США, 1975 год. В 1986 году вышел третий фильм, снятый для телевидения, «Попай Дойл» (англ. Popeye Doyle) с другими исполнителями главных ролей. 

## Сюжет
Вторая часть криминальной драмы о нью-йоркском полицейском Попае. Служитель закона продолжает свою борьбу против торговцев наркотиками. На этот раз действие происходит в Марселе, где герой попадает в запутанную сеть наркобизнеса, упрямо преследуя гангстеров. По мере сил ему пытаются помогать французские полицейские.